# Junkers Ju 147
Junkers Ju 147 era la designazione assegnata dal Reichsluftfahrtministerium, il ministero della Germania nazista deputato all'intera gestione dell'aviazione tedesca del periodo, all'azienda tedesca Junkers e relativa ad un progetto per un bombardiere d'alta quota bimotore sperimentale ma non sono noti altri particolari del modello.